# A Song for ××
『A Song for ××』（エイ・ソング・フォー）は、日本の歌手・浜崎あゆみが1999年1月1日にavex traxから発売した1枚目のオリジナルアルバムである。

## 構成
デビューから5作のシングルを含む自身初のオリジナルアルバム。初の首位獲得作であり、浜崎の初のミリオンセラー作品である。本来の表記は「A Song for ××」であるが、「A Song for XX」というように「X」で表記されることもある。本来は1998年12月26日に発売される予定だったが、延期となり翌年1月1日に発売になった。しかしながら、実際は店頭には12月26日から並んでいた。
5thシングル「Depend on you」のカップリング「Two of us」は本作には収録されていない(後に配信限定アルバム『ANIME & GAME SELECTION』で初収録)。
1999年3月17日に、本作収録曲をリミックスした、初のリミックスアルバム『ayu-mi-x』が発売された。
2001年3月に初のベストアルバム『A BEST』発売時にはプロモーション活動として、歌い直した「A Song for ××」を数多くの歌番組で披露した。

## 背景・逸話
当時のプロデューサーで恋人でもあった松浦勝人は、
という戦略をとった。
この戦略の一環として、1998年12月28日に浜崎は、ニッポン放送のラジオ番組『オールナイトニッポン』でゲストパーソナリティーを務め、当時小室哲哉プロデュースで彼の恋人として大成功を収めていた華原朋美に対抗し、歌手デビュー時から孤独をテーマにした曲をハイトーンボイスで歌う姿とバカっぽさを前面に出したギャップあるキャラクターを敢えて前面に押し出しており、女子高生を中心に話題になるも華原と酷似しているという声が多くあった。そこで、その戦略を逆手にとり、放送を前に「浜崎あゆみはバカじゃない」とキャッチフレーズを打ち、テレビでも番宣を流した。番組中、浜崎が嫌いという人たちが電話をかけてきて話をするも、彼女は相手をすっかり共感させて泣かせてしまい、その反響は凄まじく翌日には彼女の公式サイトの掲示板がパンクするほどだったと言う。

## プロモーション
また、本作発売にあたり年末の歌番組に徹底的に出演し、発売直前に渋谷でもイベントを行い街中を浜崎の顔一色にするなどジャックする戦略をとった。テレビプロモーションCMでも、avexのロゴをA song for XXに変えて浜崎自身がタイトルコールを入れるなどの注力ぶりであった。

## 売上記録
これまで10万枚前後のシングル売上だったにもかかわらず、本作はいきなり初動売上が54万枚を突破し、初登場1位を記録。最終売上は145万枚を超え、大ブレイクのきっかけとなる。また、オリコンチャートでは2週連続通算4週首位を獲得した。

## 批評
| 専門評論家によるレビュー | 専門評論家によるレビュー |
| レビュー・スコア         | レビュー・スコア         |
| 出典                     | 評価                     |
| ------------------------ | ------------------------ |
| CDジャーナル             | 否定的                   |

CDジャーナルは、「彼女の魅力を一言で言うなら、ちょいとばかり稚拙な感じもする歌から伝わってくる、はかなさってことなんだろうな。ヒット曲を多数収録したファースト・アルバムはバカ売れ確実だけど、はかなさを愛しく思うか、うざったく思うかは聴く人次第。」と批評した。

## 収録曲
| 全作詞: ayumi hamasaki（#1を除く）。 |                      |                             |                  |                                |      |
| #                                    | タイトル             | 作詞                        | 作曲             | 編曲                           | 時間 |
| 1.                                   | 「Prologue」         | ayumi hamasaki （#1を除く） | Yasuhiko Hoshino | Yasuhiko Hoshino               | 1:25 |
| 2.                                   | 「A Song for ××」    | ayumi hamasaki （#1を除く） | Yasuhiko Hoshino | Yasuhiko Hoshino               | 4:44 |
| 3.                                   | 「Hana」             | ayumi hamasaki （#1を除く） | Yasuhiko Hoshino | Yasuhiko Hoshino               | 4:06 |
| 4.                                   | 「FRIEND」           | ayumi hamasaki （#1を除く） | Yasuhiko Hoshino | Akimitsu Honma                 | 4:11 |
| 5.                                   | 「FRIEND II」        | ayumi hamasaki （#1を除く） | Mitsuru Igarashi | Mitsuru Igarashi               | 3:59 |
| 6.                                   | 「poker face」       | ayumi hamasaki （#1を除く） | Yasuhiko Hoshino | Akimitsu Honma                 | 4:41 |
| 7.                                   | 「Wishing」          | ayumi hamasaki （#1を除く） | Hideaki Kuwabara | Akimitsu Honma                 | 4:29 |
| 8.                                   | 「YOU」              | ayumi hamasaki （#1を除く） | Yasuhiko Hoshino | Akimitsu Honma                 | 4:44 |
| 9.                                   | 「As if...」         | ayumi hamasaki （#1を除く） | Kazuhito Kikuchi | Akimitsu Honma                 | 5:36 |
| 10.                                  | 「POWDER SNOW」      | ayumi hamasaki （#1を除く） | Hideaki Kuwabara | Akimitsu Honma                 | 5:26 |
| 11.                                  | 「Trust」            | ayumi hamasaki （#1を除く） | Takashi Kimura   | Takashi Kimura、Akimitsu Honma | 4:48 |
| 12.                                  | 「Depend on you」    | ayumi hamasaki （#1を除く） | Kazuhito Kikuchi | Akimitsu Honma、Takashi Morio  | 4:20 |
| 13.                                  | 「SIGNAL」           | ayumi hamasaki （#1を除く） | Hideaki Kuwabara | Akimitsu Honma                 | 4:25 |
| 14.                                  | 「from your letter」 | ayumi hamasaki （#1を除く） | Akio Togashi     | Akio Togashi                   | 4:37 |
| 15.                                  | 「For My Dear...」   | ayumi hamasaki （#1を除く） | Yasuhiko Hoshino | Yasuhiko Hoshino               | 4:32 |
| 16.                                  | 「Present」          | ayumi hamasaki （#1を除く） | Yasuhiko Hoshino | Yasuhiko Hoshino               | 4:30 |
| 合計時間:                            | 合計時間:            | 合計時間:                   | 合計時間:        | 70:33                          |      |

| 全作詞: ayumi hamasaki。 |                      |                |                               |                                |
| #                        | タイトル             | 作詞           | 作曲                          | 編曲                           |
| 1.                       | 「poker face」       | ayumi hamasaki | Yasuhiko Hoshino              | Akimitsu Honma                 |
| 2.                       | 「YOU」              | ayumi hamasaki | Yasuhiko Hoshino              | Akimitsu Honma                 |
| 3.                       | 「Trust」            | ayumi hamasaki | Takashi Kimura                | Akimitsu Homma、Takashi Kimura |
| 4.                       | 「For My Dear...」   | ayumi hamasaki | Yasuhiko Hoshino              | Yasuhiko Hoshino               |
| 5.                       | 「Depend on you」    | ayumi hamasaki | Kazuhito Kikuchi              | Akimitsu Honma、Takashi Morio  |
| 6.                       | 「FRIEND」           | ayumi hamasaki | Yasuhiko Hoshino              | Akimitsu Honma                 |
| 7.                       | 「Two of us」        | ayumi hamasaki | Daisuke Miyachi、Ryosuke Imai | Akimitsu Homma                 |
| 8.                       | 「POWDER SNOW (仮)」 | ayumi hamasaki | Hideaki Kuwabara              | Akimitsu Honma                 |
| 9.                       | 「SIGNAL (仮)」      | ayumi hamasaki | Hideaki Kuwabara              | Akimitsu Honma                 |

## 楽曲解説
1. Prologue
アルバムのオープニングを飾る、インストゥルメンタル曲。
2. A Song for ××
本アルバムリード曲でショートクリップが制作されている。
××は浜崎の母親のことを指しており、自身に対して無関心だった母親に宛てた想いが曲のテーマになっている。
後に1stベスト・アルバム『A BEST』とバラード・ベスト・アルバム『A BALLADS』において、新録音された。
3. Hana
4. FRIEND
1stシングルのカップリング曲。
5. FRIEND II
プロデューサー松浦勝人の依頼を受け、Every Little Thingのメンバーであった五十嵐が作曲を手掛けた唯一の曲。
6. poker face
1stシングル。
7. Wishing
8. YOU
2ndシングル。
9. As if...
10. POWDER SNOW
TVスポット用のショートクリップだが、プロモーションビデオが制作されている。
また、次作のアルバム「LOVEppears」のDisc.1にはリアレンジして「P.S.Ⅱ」として収録。
11. Trust
3rdシングル。
12. Depend on you
5thシングルで、本作からの先行シングル。
13. SIGNAL
14. from your letter
15. For My Dear...
4thシングル。
16. Present
歌詞は、最初のサビのみしか公開されていない。

## 参加ミュージシャン
- 浜崎あゆみ：Vocals

サポートミュージシャン
- 北城浩志：Programmed
- 飯田高広：Programmed
- 富樫明生：MIDI Programmed & Backing Vocals
- 本間昭光：Keyboards
- 梶原順：Guitar
- 加藤薫：Guitar
- 林部直樹：Guitar
- 広谷順子：Backing Vcoals

## その他の収録アルバム (シングル曲除く)
- A Song for ××
  - 『LOVEppears』(MILLENNIUM MIX)
  - 『A BEST』(New Vocal & Mix)
  - 『A BALLADS』(030213 Session #2)
- POWDER SNOW
  - 『WINTER BALLAD SELECTION』

## 収録ライブ映像 (シングル曲除く)
- Prologue
  - 『ayumi hamasaki ASIA TOUR 〜24th Anniversary special@PIA ARENA MM〜』
  - 『ayumi hamasaki 25th Anniversary LIVE』(メドレー)
- A Song for ××
  - 『ayumi hamasaki concert tour 2000 A 第2幕』
  - 『ayumi hamasaki countdown live 2000-2001 A』
  - 『ayumi hamasaki DOME TOUR 2001 A』
    - 『ayumi hamasaki BEST LIVE BOX A』(A BEST TRACK LIST LIVE)

  - 『ayumi hamasaki ARENA TOUR 2002 A』
  - 『A museum 〜30th single collection live〜』
  - 『ayumi hamasaki BEST of COUNTDOWN LIVE 2006-2007 A』(A BEST 2 -WHITE-)
  - 『ayumi hamasaki LIMITED TA LIVE TOUR』(A COMPLETE 〜ALL SINGLES〜)
  - 『a-nation'06』(A COMPLETE 〜ALL SINGLES〜)
  - 『a-nation'08 〜avex ALL CAST SPECIAL LIVE〜』
    - 『ayumi hamasaki BEST LIVE BOX A』(A BALLADS TRACK LIST LIVE)

  - 『ayumi hamasaki ASIA TOUR 2008 〜10th Anniversary〜 Live in TAIPEI』
  - 『a-nation'09 BEST HIT LIVE』
  - 『ayumi hamasaki 〜POWER of MUSIC〜 2011 A』(2011.7.14 日本ガイシホール)
  - 『ayumi hamasaki 15th Anniversary TOUR 〜A BEST LIVE〜』
  - 『ayumi hamasaki ARENA TOUR 2015 A Cirque de Minuit 〜真夜中のサーカス〜 The FINAL』
  - 『ayumi hamasaki Just the beginning -20- TOUR 2017 2018.2.20 Okinawa Convention Center』(TROUBLE)
  - 『ayumi hamasaki ASIA TOUR 〜24th Anniversary special@PIA ARENA MM〜』
  - 『ayumi hamasaki ARENA TOUR 2018 ～POWER of MUSIC 20th Anniversary～』(ayumi hamasaki UNRELEASED LIVE BOX A)
- Hana
  - 『ayumi hamasaki PREMIUM COUNTDOWN LIVE 2008-2009 A』
  - 『ayumi hamasaki ASIA TOUR 〜24th Anniversary special@PIA ARENA MM〜』(メドレー)
- As if...
  - 『ayumi hamasaki 25th Anniversary LIVE』(メドレー)
- POWDER SNOW
  - 『ayumi hamasaki PREMIUM COUNTDOWN LIVE 2008-2009 A』
  - 『ayumi hamasaki TROUBLE TOUR 2020 A 〜サイゴノトラブル〜 FINAL』
  - 『ayumi hamasaki COUNTDOWN LIVE 2021-2022 A 〜23rd Monster〜』(ayumi hamasaki ASIA TOUR 〜24th Anniversary special@PIA ARENA MM〜)
- SIGNAL
  - 『ayumi hamasaki PREMIUM COUNTDOWN LIVE 2008-2009 A』
  - 『ayumi hamasaki ARENA TOUR 2009 A 〜NEXT LEVEL〜』
  - 『ayumi hamasaki TROUBLE TOUR 2020 A 〜サイゴノトラブル〜 FINAL』
  - 『ayumi hamasaki COUNTDOWN LIVE 2021-2022 A 〜23rd Monster〜』(ayumi hamasaki ASIA TOUR 〜24th Anniversary special@PIA ARENA MM〜)
- from your letter
  - 『ayumi hamasaki ASIA TOUR 〜24th Anniversary special@PIA ARENA MM〜』(メドレー)
- Present
  - 『ayumi hamasaki ARENA TOUR 2009 A 〜NEXT LEVEL〜』
  - 『ayumi hamasaki ASIA TOUR 〜24th Anniversary special@PIA ARENA MM〜』